# Melhus
Melhus ist eine Kommune (Gemeinde) in Mittelnorwegen.
Sie liegt rund 20 km südlich von Trondheim an der E6. Im Zentrum befinden sich das Rathaus, der Bahnhof sowie mehrere Kaufhäuser. Vor ein paar Jahren wurden von der Wehrmacht stammende Baracken abgerissen. Zu Melhus gehört der Ort Korsvegen, das am See Gaustadvatnet liegt. In Melhus und Umgebung waren (wie auch in Trondheim) schon die Wikinger aktiv; so erklärt sich auch das Wappen. Durch Melhus fließt die Gaula, ein bekannter und ertragreicher Lachsfluss.

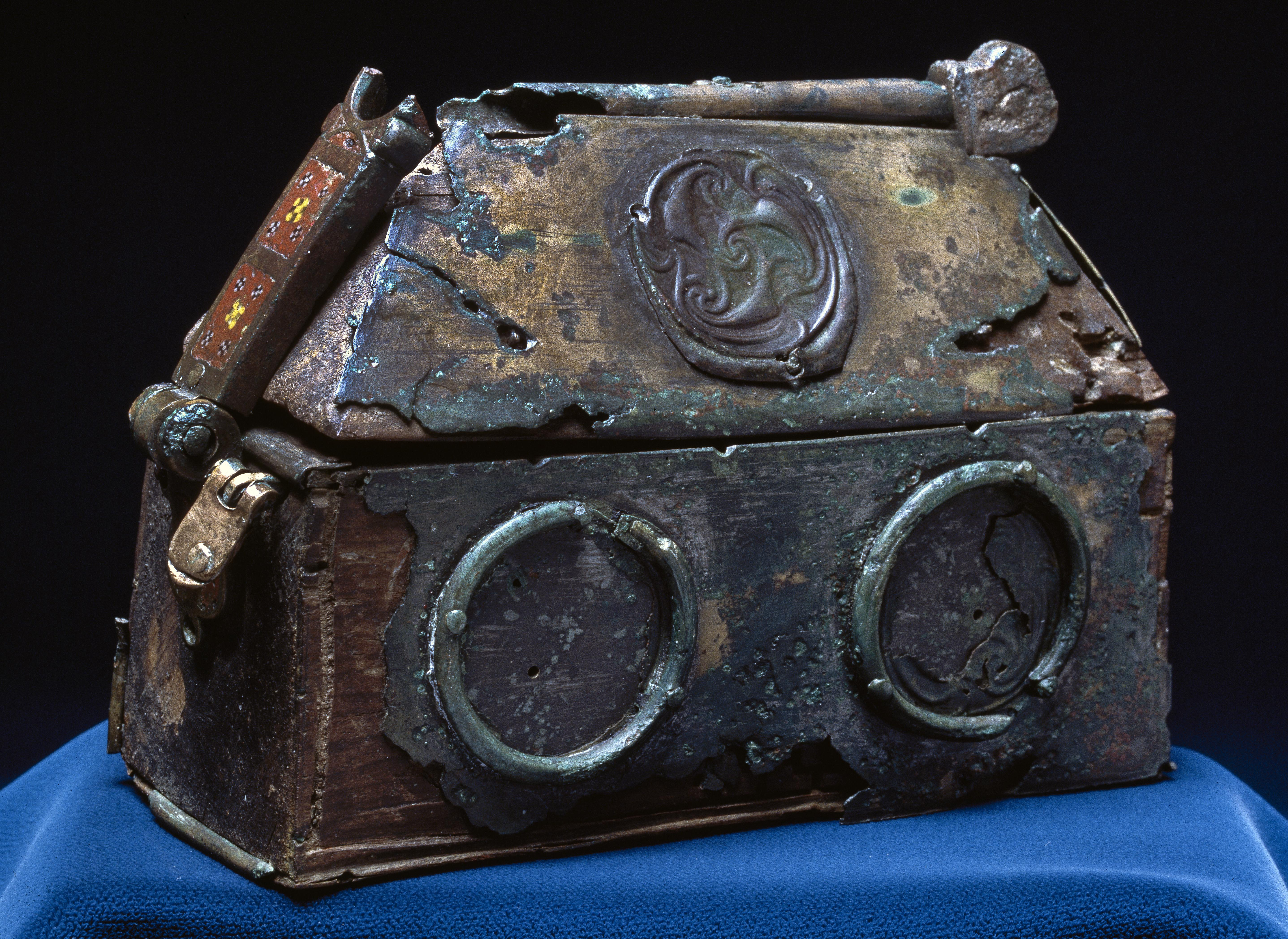
Reliquienschrein von Melus

Das Reliquiar von Melhus in Overhalla hat eine Grundfläche von nur 12 × 8 Zentimetern. Die Wände sind teilweise mit Bronzeplatten bedeckt und bestehen aus Eibenholz. Zusammen mit dem Reliquiar wurde ein vergoldeter Bronzebeschlag gefunden, der vermutlich auf einem Kirchenobjekt stand. Das Reliquiar wurde 1906 auf einem Grabhügel auf dem Hof Melhus in Overhalla geborgen. Bei der Untersuchung des Hügels fand das Museum zwei Gräber: einen Mann und eine Frau, die zusammen in einem Boot begraben worden waren, sowie mehrere wertvolle Gegenstände.
Wikinger aus Trøndelag nahmen vermutlich an Angriffen auf britische Kirchen und Klöster im 8. Jahrhundert teil. Das Reliquiar stützt diese Theorie. Die Frau wurde unmittelbar nach dem Überfall der Wikinger auf die Insel Lindisfarne im Jahr 793, um 800 mit dem Reliquiar begraben. Historisch markierte dieser Angriff den Beginn der Wikingerzeit und dieses Grab ist einer der frühesten Belege für eine Verbindung zwischen Norwegen und den Britischen Inseln.

## Persönlichkeiten
- Magnar Estenstad (1924–2004), Skilangläufer
- Toralf Engan (* 1936), Skispringer
- Oddvar Brå (* 1951), Skilangläufer
- Kirsti Huke (* 1977), Jazzsängerin
- Anne Kjersti Kalvå (* 1992), Skilangläuferin
- Ingrid Syrstad Engen (* 1998), Fußball-Nationalspielerin